# He Lüting
He Lüting, auch He Luting (chinesisch 賀綠汀 / 贺绿汀, Pinyin Hè Lùtīng; * 20. Juli 1903; † 27. April 1999) war ein chinesischer Komponist des 20. Jahrhunderts. Er komponierte seit den 1930er Jahren Lieder für chinesische Filme, manche darunter blieben populär.
An der Musikhochschule Shanghai gewann er mit seiner Komposition Die Flöte des Büffeljungen (牧童短笛) 1934 einen Wettbewerb, der vom russischen Komponisten Alexander Nikolajewitsch Tscherepnin gesponsert und bewertet wurde.
Seine bekanntesten Kompositionen sind das Lied der vier Jahreszeiten (四季歌) und Der wandernde Songstress (天涯歌女, mit Text von Tian Han), die beide für den Film Street Angel aus dem Jahr 1937 komponiert und von Zhou Xuan gesungen wurden.
Im September 1949 wurde Lüting zum Direktor der Musikhochschule Shanghai ernannt.
Ende des Jahres 1965 initiierte Jiang Qing, Mao Zedongs vierte Ehefrau, den antiwestlichen Kreuzzug der Kulturrevolution, und eine Welle des Terrors erfasste jeden Sektor der Gesellschaft. Im Geist der proletarischen Solidarität wurden alle „bourgeoisen“ Künstler öffentlicher Erniedrigung unterzogen und einige wählten Selbstmord als Ausweg. Ein erstaunliches Ereignis fand im chinesischen Fernsehen statt: He Lüting, der von einem proletarisch gesinnten Kritiker angegriffen wurde, weil er die Musik von Claude Debussy verteidigt hatte, wurde einer Befragung unter Folter unterzogen, weigerte sich jedoch sich zu entschuldigen. Er rief: „Ihre Anschuldigungen sind falsch! Schämen Sie sich für Ihre Lügen!“ Alex Ross bemerkte hierzu, dass kein Komponist jemals tapferer gegen den Totalitarismus Stellung bezogen hätte.
1984 ging Lüting in den Ruhestand und erhielt den Titel eines Ehrendirektors. Der Hauptkonzertsaal der Musikhochschule Shanghai wurde nach He Lüting benannt.

## Werke

### Klavierwerke
- Mu tong duan di 牧童短笛 web
- Yao lan qu 搖籃曲 web

### Orchesterwerke
- Sen ji de ma 森吉德瑪 (Sangye Dolma) web
- Wan hui 晚會

### Filmlieder
- Chun tian li 春天裏 web
- Si ji ge 四季歌
- Tian ya ge nü 天涯歌女 web

### Lieder
- Partisanenlied web
- Ken chun ni 墾春泥
- Jia ling jiang shang 嘉陵江上